# Pinar de Garafía
Pinar de Garafía este o arie protejată (arie specială de conservare — SAC, sit de importanță comunitară — SCI) din Spania întinsă pe o suprafață de 1.027,5 ha, integral pe uscat.

## Localizare
Centrul sitului Pinar de Garafía este situat la coordonatele 28°46′49″N 17°52′32″W / 28.7803°N 17.8755°V.

## Înființare
Situl Pinar de Garafía a fost declarat sit de importanță comunitară în octombrie 1999 pentru a proteja 2 specii de plante. Situl a fost protejat și ca arie specială de conservare în ianuarie 2010.

## Biodiversitate
Situată în ecoregiunea , aria protejată conține 3 habitate naturale: Păduri de pin endemic canariene, Lande oro-mediteraneene cu formațiuni endemice de grozamă, Pajiști macaroneziene cu vegetație endemică.
La baza desemnării sitului se află mai multe specii protejate de  plante (2): Echium gentianoides, Woodwardia radicans.